# 9622 Терріджонс
9622 Терріджонс (9622 Terryjones) — астероїд головного поясу, відкритий 21 березня 1993 року.
Тіссеранів параметр щодо Юпітера — 3,593.